# 約氏矛非鯽
約氏矛非鯽（学名：Docimodus johnstoni）為輻鰭魚綱鱸形目隆頭魚亞目慈鯛科的其中一種，分布於非洲馬拉威湖流域，體長可達25公分，棲息在沙泥底質水域，以鯰魚的魚鰭為食，生活習性不明，可作為觀賞魚。

## 擴展閱讀
維基物種上的相關：約氏矛非鯽